# 銅色樸麗魚
銅色樸麗魚，為輻鰭魚綱鱸形目隆頭魚亞目慈鯛科的其中一種，被IUCN列為易危保育類動物，分布於非洲烏干達喬治湖流域，體長可達7.5公分，棲息在紙莎草生長的水域，屬雜食性，以植物碎屑、小型無脊椎動物等為食，生活習性不明。

## 擴展閱讀
維基物種上的相關：銅色樸麗魚